# Armorik (whisky)
Armorik Single Malt is een single malt whisky, geproduceerd in de Warenghem distillerie in Lannion, regio Bretagne, Frankrijk.
De distilleerderij is in 1900 opgericht door Leon Warenghem en er worden meerdere whisky's gemaakt. Onder andere de blended Breton Whisky W.B (40%, 3 jaar oud, 25% single malt en 75% graanwhisky) en de single malt Armorik (40%). De single malt werd voor het eerst gedestilleerd in 1994 en op de markt gebracht in 1999. Het is de eerste whisky, afkomstig uit Bretagne.

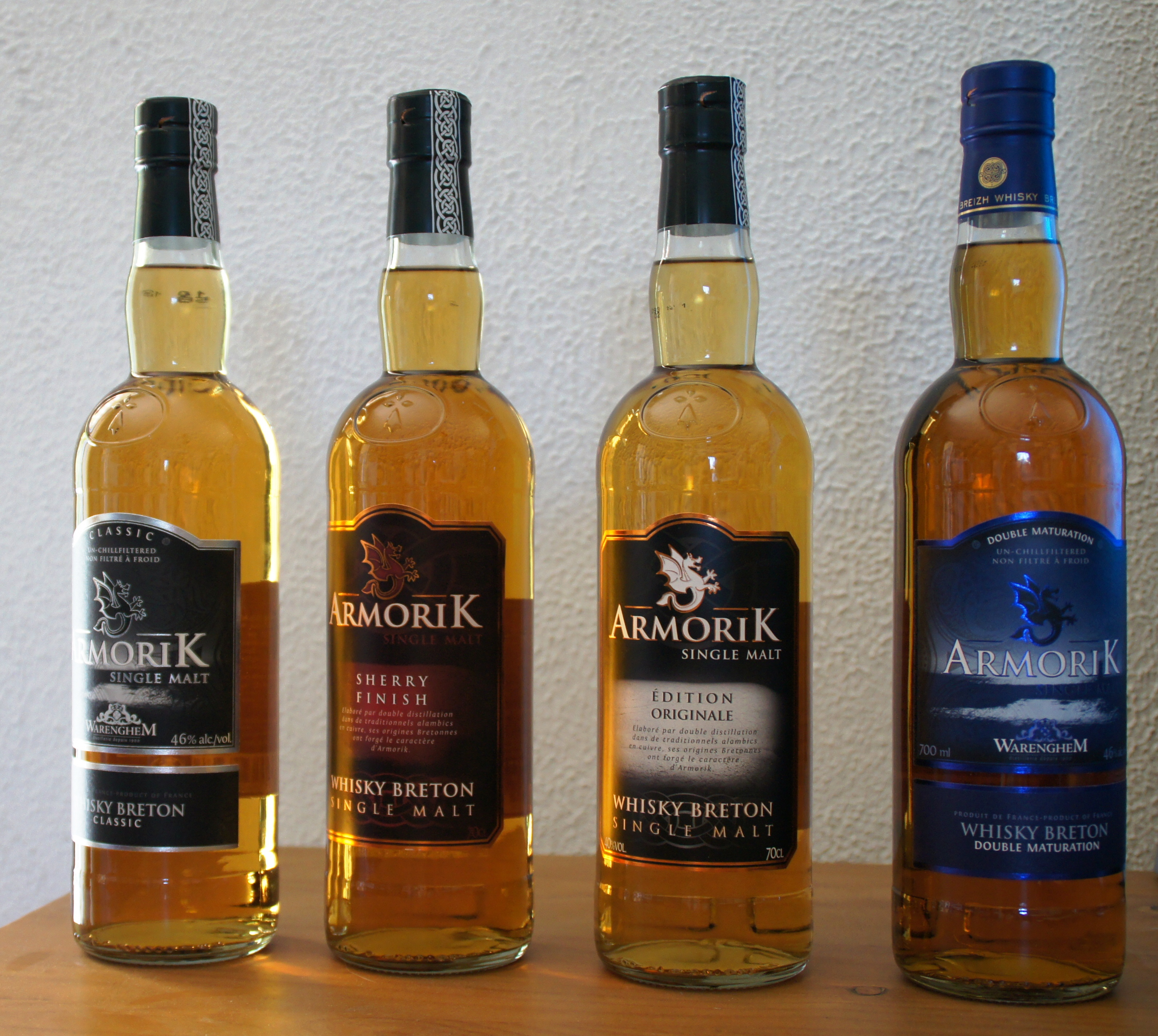
Armorik Single Malt Classic, Sherry Finish, Édition Originale en Double Maturation
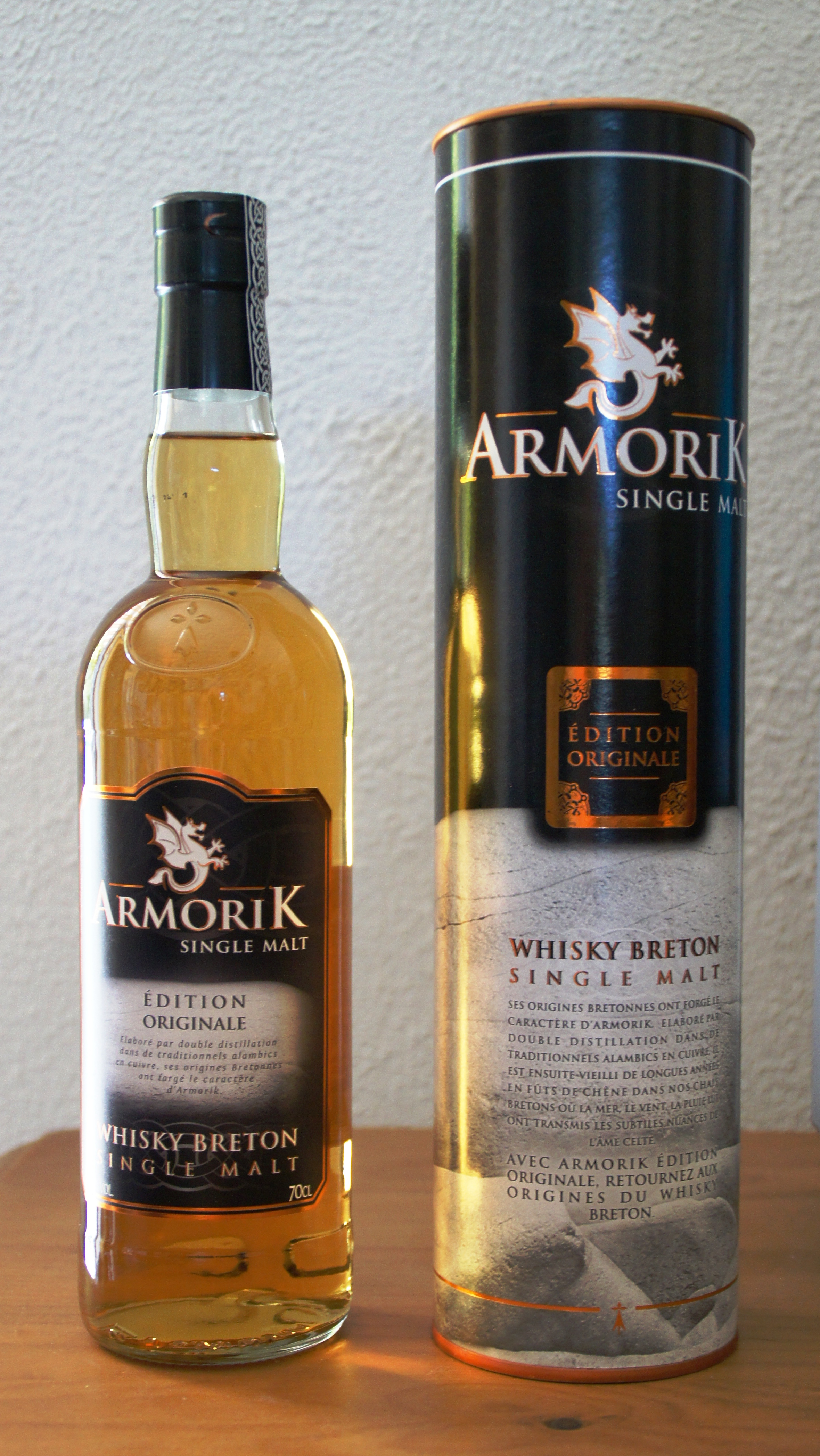
Armorik Single Malt Classic met koker
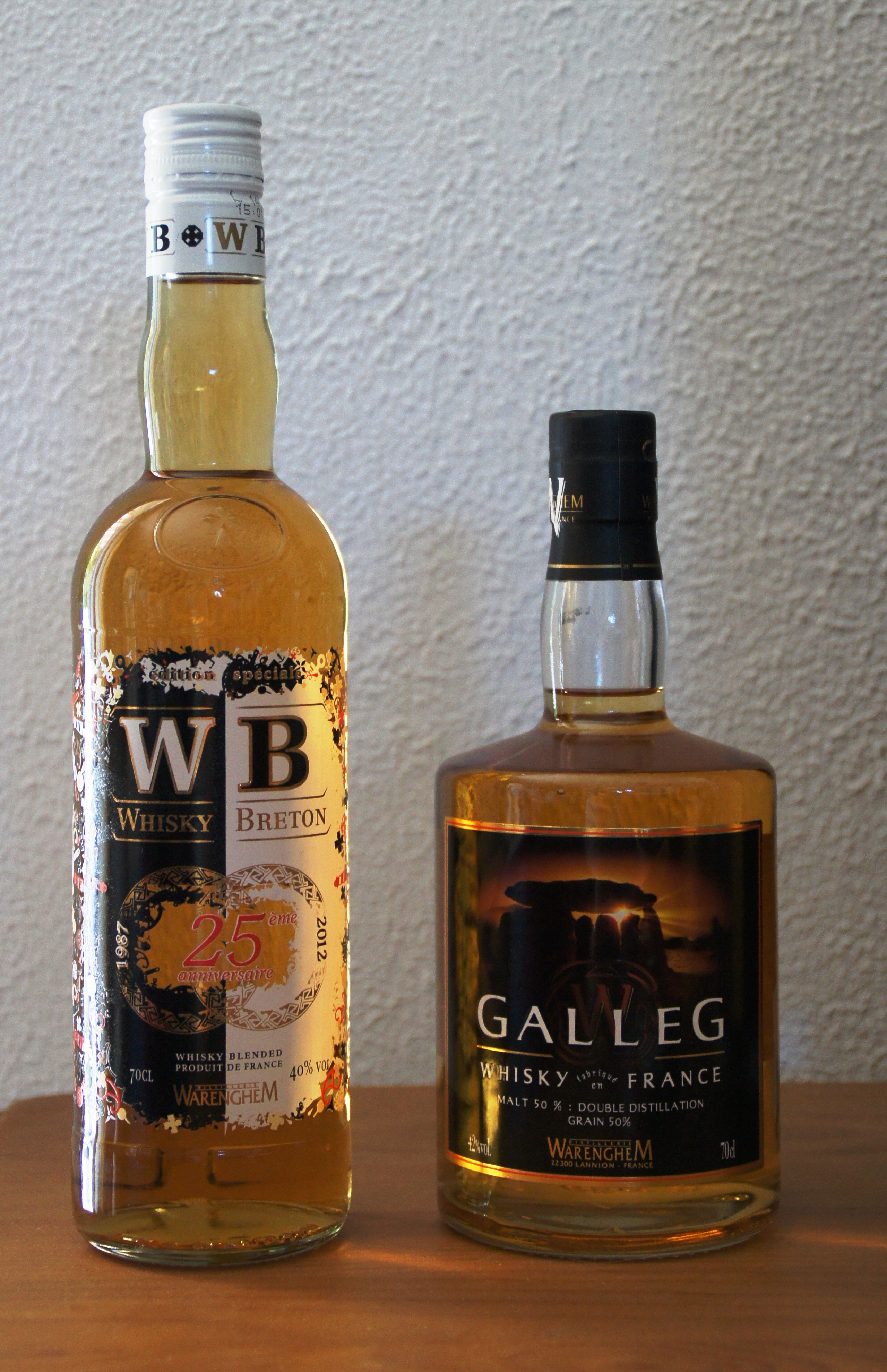
Breton Blended Whisky